# Couve-de-folhas

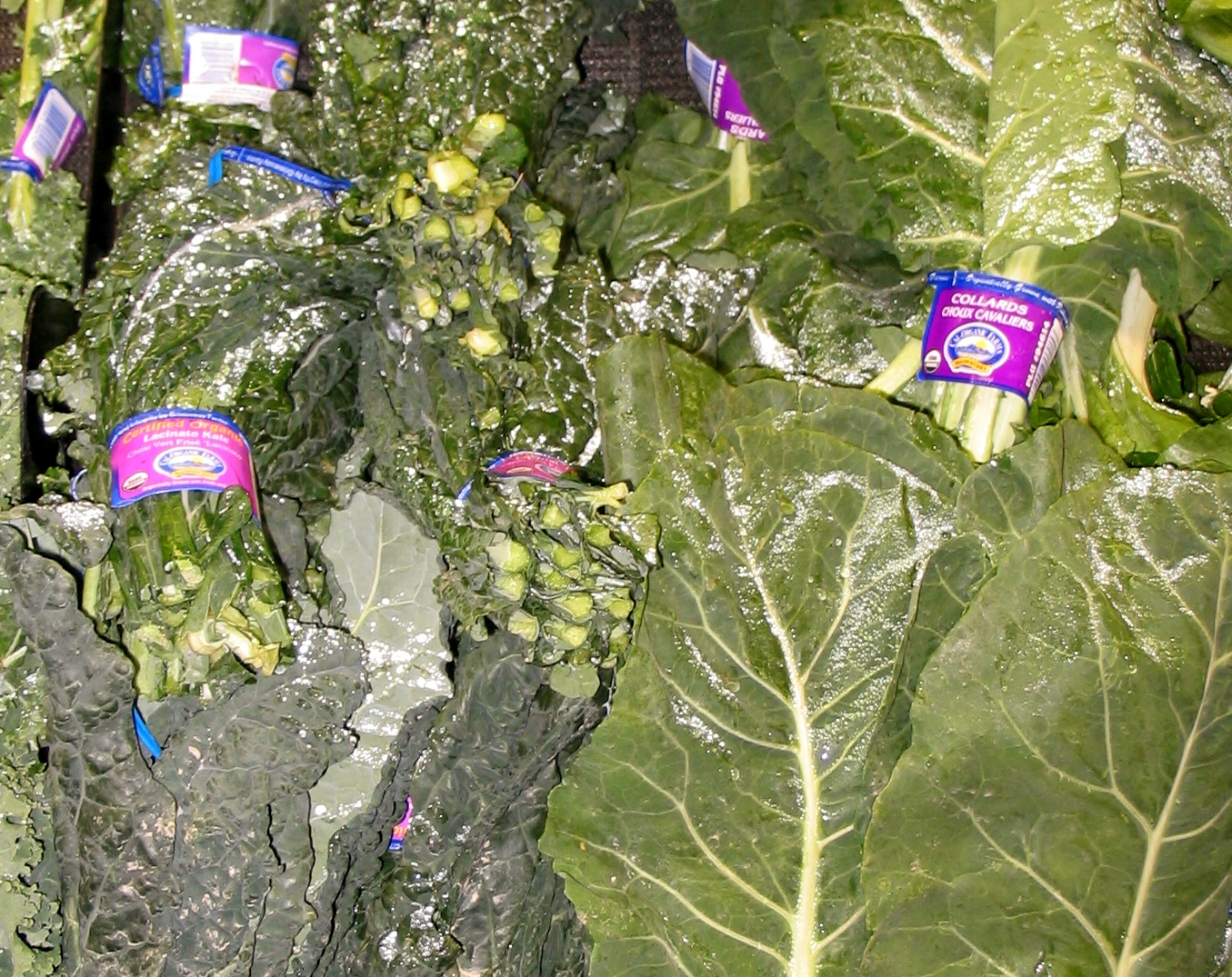
Couve do tipo Nero di Toscana, subgrupo Laciniato (à esquerda) com folhas de Couve-galega (direita).

A couve-de-folhas (penca) é uma forma de couve (Brassica oleracea, grupo Acephala) cujas folhas centrais não formam a típica "cabeça" do repolho. Considera-se que está mais próxima, em termos genéticos, da couve silvestre que deu origem a todas as variedades cultivares conhecidas. Inclui a couve-galega, a couve-tronchuda ou couve-portuguesa, as couves-ornamentais, entre outras. É especialmente utilizada na culinária portuguesa e brasileira.

## Cultivo
Estas variedades são principalmente cultivadas na Europa e na América. Ainda que sejam muito utilizadas na culinária do Brasil, estas variedades preferem climas frios em vez de climas tropicais.  Constituem as variedades mais robustas de couve, tendo algumas caules sublenhosos. Toleram quase todo o tipo de solos, preferindo terrenos com drenagem satisfatória - terrenos muito úmidos provocam a putrefacção das raízes que formam tubérculos como síntoma. São também muito resistentes a pragas, como a mosca-da-couve (Delia radicum), ainda que as lagartas da borboleta-da-couve também provoquem alguns estragos nas culturas.

## História
Até ao final da Idade Média, estes tipos de couve constituíam a verdura mais utilizada na Europa. Variedades crespas ou mais lisas já eram consumidas na Grécia, no século IV a.C. Estas, já referidas pelos antigos Romanos como couve sabeliana, são consideradas as formas ancestrais das couves actuais. Hoje podemos diferenciá-las de acordo com o comprimento do caule e pelas características das folhas. A cor das folhas varia do glauco, verde-escuro, verde-violáceo ou castanho-violeta. A couve-russa foi introduzida no Canadá (passando depois para os Estados Unidos) pelos russos durante o século XIX.
A couve-chinesa-kairan, que é um tipo cultivar diferenciado de Brassica oleracea é, contudo, semelhante.

## Uso culinário
Folhas jovens de couves deste tipo podem ser utilizadas em saladas, apreciando-se particularmente o uso concomitante de amendoins torrados, amêndoas torradas com molho de soja e quadrados de pimento-vermelho.

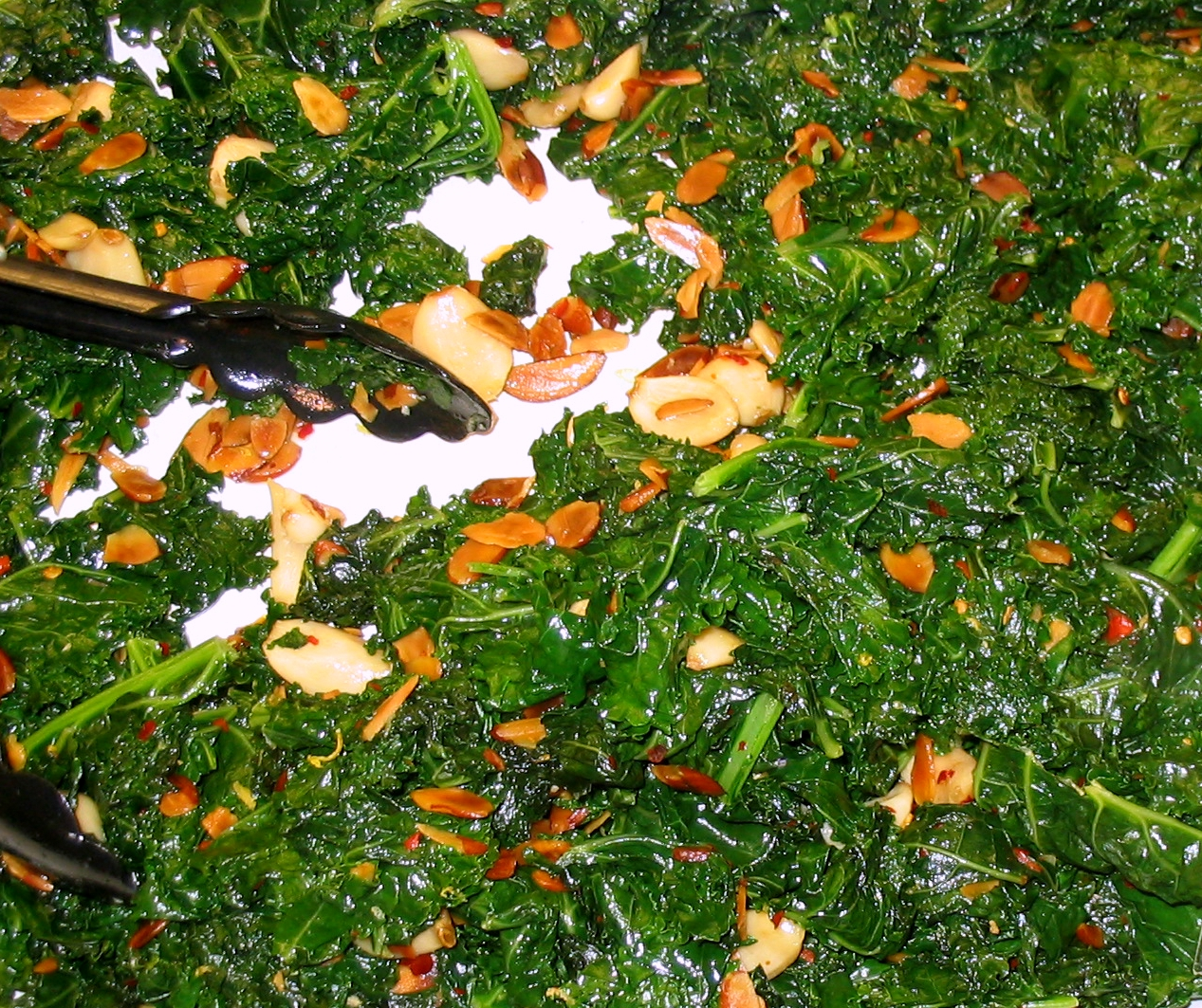
Couve com amêndoas - este género de couve pode ser congelada sem problemas e há quem considere que o seu sabor fica a ganhar com a congelação.

O caldo verde português tem como principais ingredientes a batata e a couve-galega.
Toda uma cultura relacionada com estes géneros de couve foi desenvolvida no noroeste da Alemanha, nas cidades de Bremen e Oldenburg. É frequente que restaurantes façam as "Grünkohlfahrt", principalmente em Janeiro, onde se consome grandes quantidades de couve, salsichas e schnapps. Em algumas comunidades da área existem festivais anuais em que se elege, inclusive, o "rei das couves."

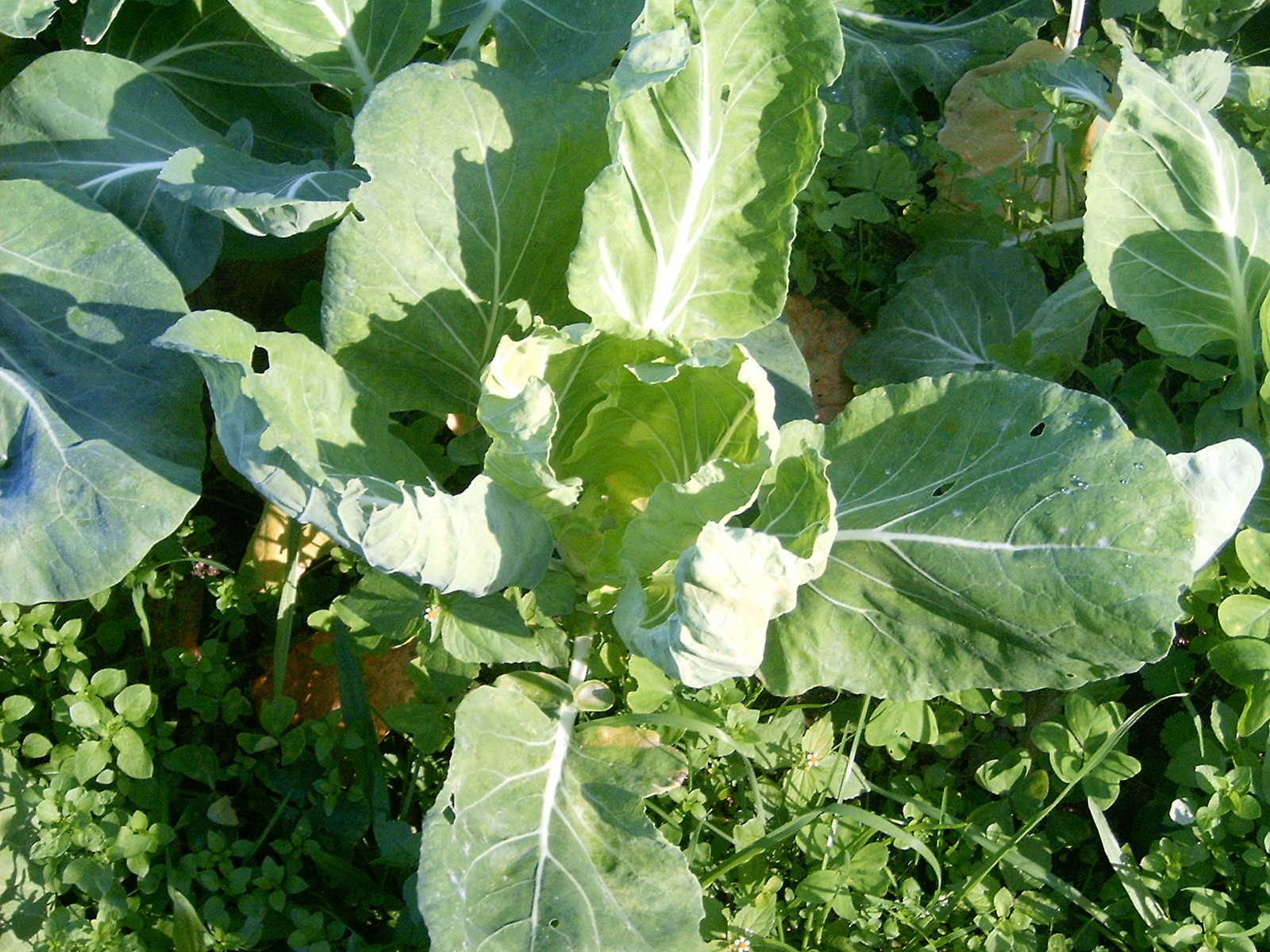
Couve-portuguesa, do grupo tronchuda.

São vegetais ricos em ferro, cálcio, vitamina C e vitamina A. Devido ao seu valor nutricional, é um dos alimentos preferidos dos vegetarianos.

## Uso decorativo
A variedade conhecida como couve-ornamental, com folhas centrais brilhantes, de cor branca ou violeta, usada como decoração (em centros de mesa, por exemplo), pertence ao mesmo grupo.

## Literatura
A escola Kailyard, na literatura escocesa, e que incluiu autores como J. M. Barrie (autor do Peter Pan), caracterizava-se por temas relacionados com a vida rural tradicional escocesa. Kailyard significa "campo de couves" ou couval.